# جون تومسون (ملاكم)
جون تومسون (بالإنجليزية: John Thompson)‏ مواليد 5 مارس 1989 في نيوآرك، هو ملاكم محترف أمريكي يصنف ضمن فئة وزن خفيف المتوسط.

## إحصائيات
خاض خلال مسيرته 20 نزالا، فاز في 17 ولم يتعادل وخسر في 3. فاز بالضربة القاضية في 6 نزالات.

## روابط خارجية
- جون تومسون على موقع بوكس ريك (الإنجليزية) (registration required)